# 中薗光博
中薗 光博（なかぞの みつひろ、1972年6月13日 - ）は、日本の俳優。鹿児島県出身。血液型はO型。国土建設学院卒。別名は中園 光博（読み同じ）。Free&Office 白竜所属。

## 出演

### Vシネマ
- 首領への道 シリーズ
  - 首領への道3 - 6（1998年・1999年） - 白虎会組員 野村
  - 首領への道17・18（2002年） - 朝倉組組員
  - 首領への道22（2003年） - 蓮村組幹部 梶秀雄
  - 首領への道 完結編（2005年） - 白虎会組員 手咲
- 示談屋 竜次（2002年）
- 修羅外道 本家襲撃（2005年）
- 抗争 暴力団VSギャング（2005年）
- 白竜 シリーズ（2007年、2012年）
  - 白竜3 非情のバトルロワイアル（2007年） - 畠田利夫
  - 白竜11 ヒットラーの息子（2012年）
- 極道の紋章 シリーズ - 滝口孝太
  - 極道の紋章3（2007年） - 川谷組片山組組員
  - 極道の紋章8（2009年） - 川谷組前崎組組員
- 西成の顔(つら)（2012年）
- 分裂（2013年）
- 血掟(おきて)（2013年）
- 代理戦争 やくざ×韓国マフィア（2013年） - トドロキ（佐伯のスタッフ）
- 盃外交（2014年） - 侠眞会平沼組組員

### 映画
- 龍虎兄弟（2002年）
- 首領への道 劇場公開版（2003年）
- 相棒 -劇場版III- 巨大密室! 特命係 絶海の孤島へ（2014年） - 柿沼秀喜

### テレビドラマ
- S -最後の警官-
- 喰いタン
- the波乗りレストラン
- 私立探偵 濱マイク
- 新宿鮫 氷舞
- 戦力外捜査官（風間利夫）
- 逮捕しちゃうぞ
- ブルドクター
- ホットマン パート1
- 有閑倶楽部
- 横山秀夫サスペンス 沈黙のアリバイ
- 4姉妹探偵団（テレビ朝日）
- 相棒 season11 第3話（2012年10月24日、テレビ朝日） - 宮坂敬一
- 黒薔薇 刑事課強行犯係 神木恭子（テレビ朝日）
  - 第1弾（2017年） - 湊信二
  - 第2弾（2019年） ‐ 中村春夫
- 大女優殺人事件（2018年、テレビ朝日） ‐ 堀部安治
- 日曜プライム 「CHIEF〜警視庁IR分析室〜」（2018年） - 工藤健吾
- 逃亡者 (2020年のテレビドラマ)（2020年、テレビ朝日） ‐ 岩井警察官

| スタブアイコン | サブスタブ | この項目は、まだ閲覧者の調べものの参照としては役立たない、俳優（男優・女優）に関連した書きかけの項目です。この項目を加筆・訂正などしてくださる協力者を求めています（P:映画/PJ芸能人）。 |